# Додинастичен период на Египет
Додинастичен период на Египет е термин в египтологията, с който се обозначава историческата епоха преди създаването на династиите в Египет през четвъртото хилядолетие пр.н.е.
Счита се, че Египет е населяван от хора от преди повече от 250 000 години.
През около 8000 – 4000 пр.н.е. Сахара е населявана от племена от скотовъди, създали скалните рисунки в Тасили. Потомците им са хараманти (описани от Херодот), бербери и туареги.
Към 7000 пр.н.е. се поставят основите на уседналото напоително земеделие в делтата на р. Нил, което дава началото на развитието на египетската култура (според Херодот „Дарът на Нил“).
Периодът 5000 – 3600 пр.н.е. се определя като Първи додинастичен период (египетско наименование – Кеме(т) – „черен“). Останки от най-старата неолитна египетска култура са открити в оазиса Фаюм (ок. 5000 г. пр.н.е.). По това време възникват и Бадарийската, Тасийската и Амратската (Накада I) култури. Поставено е началото на разложението на родово-племенните отношения. В долината на р. Нил постепенно се развива иригационното земеделие. Египтяните усвояват грънчарството и тъкачеството, а малко по-късно – обработката на мед и други метали.
През 5000 пр.н.е. в Египет за първи път е опитомена котката, станала впоследствие свещено животно на слънчевата богиня Бастет.
В 4241 пр.н.е. е началото на цикъла на звездата Сотис (Сириус), което се счита за начална точка на египетския календар.
През около 4000 пр.н.е. вече е известна медта, доказано в културата Бадари, към която от началото винаги са добавяли част арсен. Следващото хилядолетие в Горен Египет е доминирано от Накадската култура, а в Долен Египет от културата Маади. Двете култури принадлежат към медната епоха.
Периодът ок. 3600 – 3120 пр.н.е. е т.нар. Втори додинастичен период в Египет, за който е характерна културата Накада II. Поставя се начало на имуществено разслоение сред населението и възникват първите номови държави.
Периодът от ок. 3300 – 3150 пр.н.е. е периодът на така наречената „Нулева“ династия, създадена в Египет (вероятно под влияние на Месопотамия) на базата на вече съществуващите номи от Горното царство (с главни центрове Абидос и Хиераконпол) и Долното царство (столица Буто). През този период се появява и египетската йероглифна писменост (според легендата, подарена на хората от бог Тот), разшифрована от французина Жан-Франсоа Шамполион (1790 – 1832) през 1821 г. на основата на т.нар. Розетски камък (196 до н.е.).
Към 3300 – 2900 пр.н.е. е началото на бронзовата епоха в Египет, която започва малко след появяването на египетската държава, малко преди 2700 г. пр.н.е. Първият истински бронз (мед и 7 – 9% калай) е намерен в съдове в гроба на фараон Хасехемуи. Старото царство (около 3000 – 2200 г. пр.н.е.) се определя като ранна бронзова епоха, Средното царство (около 2000 – 1650 г. пр.н.е.) като средна бронзова епоха и Новото царство (около 1550 – 1070 г. пр.н.е.) като късна бронзова епоха. Поради недостиг на суровини в Египет почти всички бронзови предмети се внасят. Каменни инструменти се употребяват и по-нататък през цялата епоха.
За отбелязване е, че към 3200 пр.н.е. египтяните създават календар, в който определят продължителността на годината на 365 дни, обвързвайки я с наводненията на р. Нил и хода на звездата Сириус.
Към 3150 пр.н.е. започват борбите между Горното и Долното царства за хегемония в долината на река Нил.
|  | Тази страница частично или изцяло представлява превод на страницата Prädynastik (Ägypten) в Уикипедия на немски. Оригиналният текст, както и този превод, са защитени от Лиценза „Криейтив Комънс – Признание – Споделяне на споделеното“, а за съдържание, създадено преди юни 2009 година – от Лиценза за свободна документация на ГНУ. Прегледайте историята на редакциите на оригиналната страница, както и на преводната страница, за да видите списъка на съавторите. ВАЖНО: Този шаблон се отнася единствено до авторските права върху съдържанието на статията. Добавянето му не отменя изискването да се посочват конкретни източници на твърденията, които да бъдат благонадеждни. |

| Портал | Портал „Африка“ съдържа още много статии, свързани с Африка. Можете да се включите към Уикипроект „Африка“. |